# 다치마촌
다치마촌(立間村)은 에히메현 기타우와군에 설치된 촌이다. 